# Amuré
Amuré település Franciaországban, Deux-Sèvres megyében. Lakosainak száma 429 fő (2022. január 1.). Amuré Le Bourdet, Épannes, Frontenay-Rohan-Rohan, Saint-Georges-de-Rex és Sansais községekkel határos.

## Népesség
A település népességének változása:
| Lakosok száma | 472  | 442  | 443  | 428  | 430  | 432  | 434  | 434  | 429  |
|               | 2013 | 2015 | 2016 | 2017 | 2018 | 2019 | 2020 | 2021 | 2022 |